# Kepa Blanco
Kepa Blanco González (ur. 13 stycznia 1984 w Marbelli) – hiszpański piłkarz grający na pozycji napastnika w klubie Segunda División Recreativo Huelva.

## Kariera
Dorastając w kolejnych drużynach młodzieżowych Sevilla FC, Kepa wreszcie przebił się po raz pierwszy do pierwszego składu w sezonie 2004/05. Zagrał wtedy 2 mecze. Następne półtora sezonu było dla niego jeszcze lepsze, gdyż Kepa zagrał w 37 spotkaniach i strzelił 9 bramek, czym umocnił się na pozycji wartościowego piłkarza linii ataku w Sevilli. Jednak w środku sezonu 2006/07 stracił zaufanie trenera i w styczniu zgodził się na półroczne wypożyczenie z możliwością wykupienia do angielskiego West Hamu.
W swoim debiucie na Wyspach strzelił gola w 77 minucie, będąc na boisku zaledwie 70 sekund. Był to pojedynek przeciwko Liverpoolowi, który odbył się 30 stycznia 2007.
W lipcu 2007, Kepa wrócił do Hiszpanii i podpisał 4 letni kontrakt z Getafe CF z możliwością wykupienia go przez Sevillę za ustaloną kwotę  po pierwszym sezonie. Podczas trwania sezonu Kepa pojawiał się sporadycznie w meczach Pucharu UEFA. 21 grudnia, po długiej odsiadce na ławce, Kepa pojawił się na boisku w wygranym 2-0 spotkaniu przeciwko Realowi Murcia. Strzelił wtedy bramkę, ale także wyleciał z boiska za kopnięcie rywala.
W 2010 roku Kepa przeszedł do Recreativo Huelva.